# ناوشکن اویاشیو
ناوشکن اویاشیو (به انگلیسی: Japanese destroyer Oyashio) یک کشتی بود که طول آن ۱۱۸٫۵ متر (۳۸۸ فوت ۹ اینچ) بود. این کشتی در سال ۱۹۳۸ ساخته شد.